# 長頭光鮋
長頭光鮋，為輻鰭魚綱鮋形目鮋亞目囊頭鮋科的其中一種，為深海魚類，分布於西太平洋日本至西澳大利亞海域，棲息深度180-410公尺，體長可達14公分，棲息在大陸棚，生活習性不明，具有毒性。